# Хазов, Владимир Петрович
Влади́мир Петро́вич Ха́зов (9 сентября 1918, Лава, Симбирская губерния — 13 сентября 1942, Сталинград) — советский офицер, танкист-ас, участник Великой Отечественной войны, Герой Советского Союза, старший лейтенант.

## Биография
Родился 18 сентября 1918 года в селе Лава (ныне — Сурского района Ульяновской области) в семье крестьянина. Русский. Отец умер рано, оставив на попечении матери, Екатерины Никитичны, сына и двух дочерей. В начале 1920-х Хазовы переехали в Большой Кувай, где он окончил семилетнюю школу с похвальной грамотой. Окончил зооветеринарный техникум.
В Красной Армии с 1937 года. В 1939 году окончил Ульяновское танковое училище. Служил в Особой Краснознамённой Дальневосточной армии. Член ВКП(б) с 1940 года.
На фронте в Великую Отечественную войну с ноября 1941 года. Командир роты 235-го танкового батальона (6-я танковая бригада, Юго-Западный фронт) старший лейтенант Хазов в боях весной 1942 года в районе населённых пунктов Петровский, Терновая, Ольховатка, в районе города Харькова (Украина), подбил и сжёг четыре танка противника, за что был награждён орденом боевого Красного Знамени.
14—15 июня 1942 года рота Хазова из засады уничтожила тридцать один вражеский танк. В газете «На защиту Родины» осенью 1942 года В. Хазов в статье «Мой опыт борьбы с немецкими танками» пишет:

Всего час длился этот необычный бой, из которого мы вышли победителями. Немцы потеряли 22 танка. Наши машины с небольшими повреждениями вернулись в роту.
Не бояться врага, а искать и уничтожать его — вот то правило, которого должны придерживаться советские танкисты, защищающие славный Сталинград.

В результате боёв в районе Ольховатки противник потерял 157 танков и прекратил свои атаки на этом направлении. На его личном боевом счету было 16 уничтоженных танков.
В возрасте 24-х лет Владимир Петрович Хазов погиб 13 ноября 1942 года в боях за Сталинград.
Указом Президиума Верховного Совета СССР «О присвоении звания Героя Советского Союза начальствующему составу Красной Армии» от 5 ноября 1942 года за «образцовое выполнение боевых заданий командования на фронте борьбы с немецкими захватчиками и проявленные при этом отвагу и геройство» удостоен посмертно звания Героя Советского Союза.
Похоронен в братской могиле на Мамаевом кургане в городе-герое Волгограде.

## Награды
- Медаль «Золотая Звезда» Героя Советского Союза;
- орден Ленина.

## Память

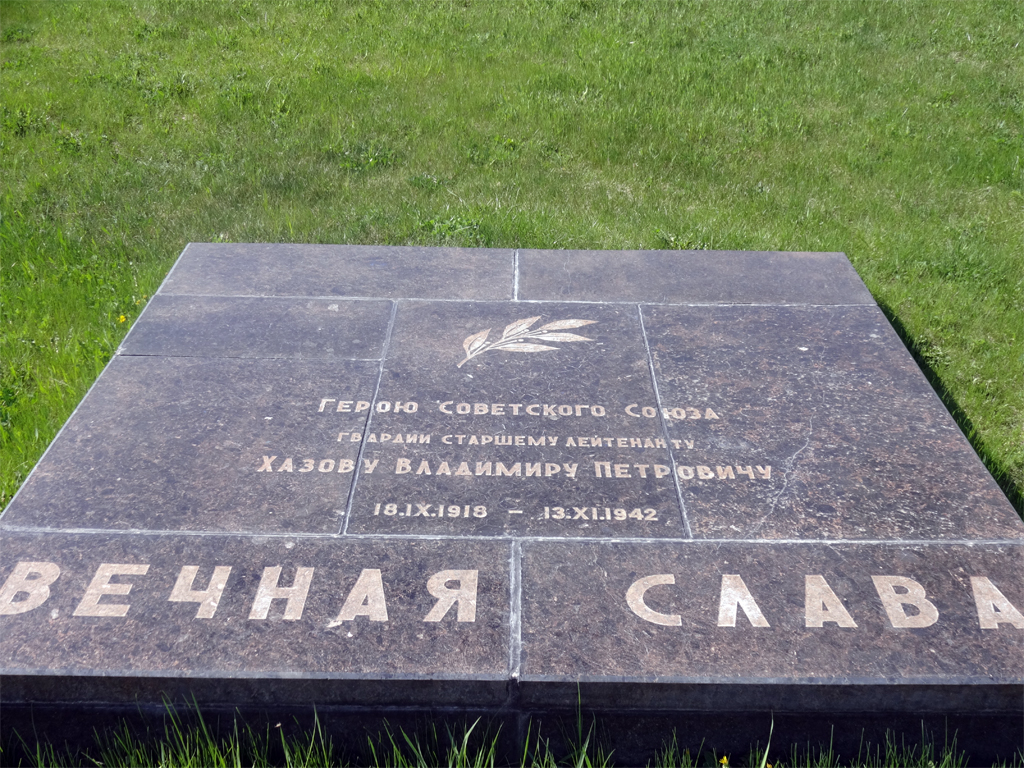
Мемориальная плита В. П. Хазова на Мамаевом кургане в Волгограде.

- Навечно зачислен в списки Ульяновского гвардейского высшего танкового командного училища.
- В посёлке Сурское на здание, где учился Хазов, установлена мемориальная доска, а также названа улица и четыре переулка.
- В Ульяновске на Торжественной стене Обелиска «30 лет Победы» установлена мемориальная доска с его именем.
- В городе Овруче Житомирской области установлен памятник в виде Т-34 с мемориальной надписью, посвященной подвигу В. П. Хазова.
- Именем Героя названы улицы: в родном селе Лава, посёлке Сурское, городе Ульяновске и городе-герое Волгограде.
- Имя Хазова носит Большекувайская средняя школа, где он учился.
- Бюст Героя Советского Союза Хазова установлен в центре села Лава и представляет собой военно-мемориальный комплекс (1983 г.)[3]
- Мемориальная плита В. П. Хазова на Мамаевом кургане в Волгограде.
- В 2018 году был выпущен ХМК: Серия «К 75-летию Победы в Великой Отечественной войне 1941—1945 гг.». 100 лет со дня рождения В. П. Хазова (1918—1942), танкиста.

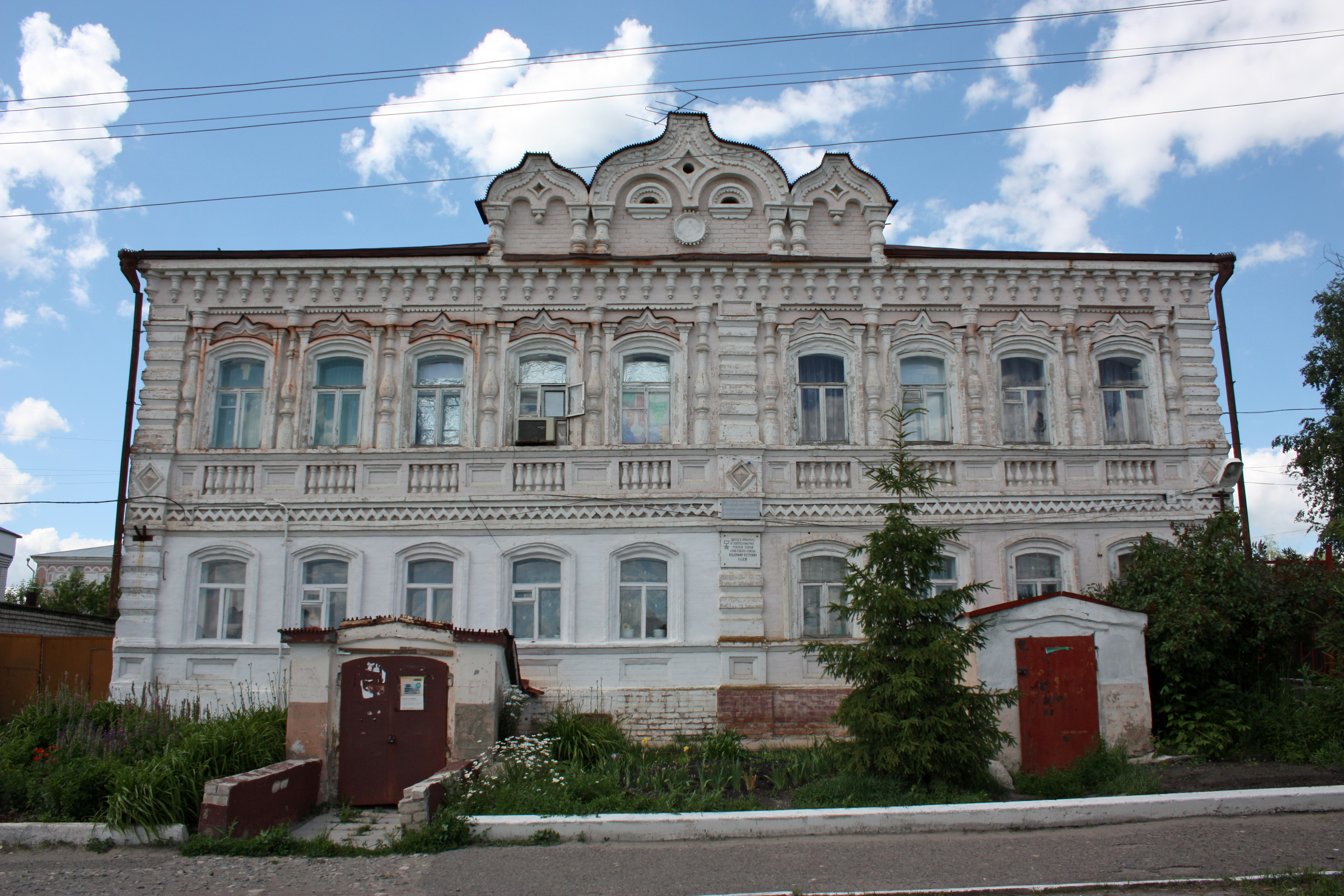
Здание, где в конезаводском зоотехникуме учился Герой Советского Союза В.П. Хазов (Сурское, ул. Хазова, 29).
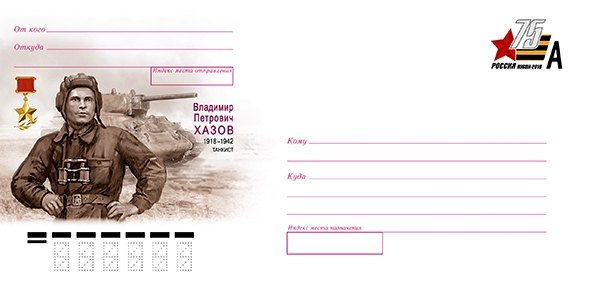
ХМК РФ 2018 г. с оригинальной маркой «100 лет со дня рождения В. П. Хазова (1918—1942), танкист».
Торжественная стена (Обелиск Славы, Ульяновск).